# Ingeniería física
La ingeniería física es la rama de la ingeniería que busca asimilar y adaptar tecnologías nuevas y existentes a procesos industriales. Está orientada a generar, a través de la investigación aplicada, el desarrollo de tecnologías alternativas para usos industriales, mediante la formulación teórica abstracta de los fenómenos físicos que involucran un proyecto.
Esta ingeniería estudia todos los fenómenos naturales, pero a su vez busca llevar a la práctica, en forma dinámica, todos sus conceptos teóricos y experimentales. Una característica fundamental del ingeniero físico es su capacidad de diseño, disciplina e innovación; permitiéndole disponer de sus conocimientos físico-matemáticos en proyectos que involucran ramas diversas de la física clásica y moderna, adaptándolas a fines prácticos, lo que le otorga una ventaja sobre las demás ingenierías en las que el ingeniero adquiere una cierta especialización.

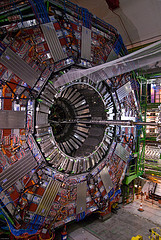
Obras de la ingeniería con propósitos físicos: detector de muones, experimento del GCHL.

El ingeniero de especialidad física está preparado para trabajar en el frente del desarrollo tecnológico. Esta especialidad, en general, puede ser caracterizada por las aplicaciones de procedimientos físicos multidisciplinarios y a menudo especializados a problemas técnicos de la más variada índole. Como conclusión, el ingeniero físico juega un rol fundamental en el avance tecnológico de importancia actual.

## Historia
La ingeniería física apareció por primera vez en 1924 en Estados Unidos como parte del Plan de Richard que buscaba fortalecer las áreas científicas necesarias en todas las ramas de la ingeniería.
La Universidad de Santiago de Chile (USACH) creó el primer programa de este tipo en toda Sudamérica en el 1993.
Hoy en día el programa es ofrecido en otros países tales como Canadá, Inglaterra, Portugal, Rusia, Japón, Bélgica, Brasil, Suecia, España, Colombia, México, Cuba, Perú, Costa Rica y Uruguay.

## Formación
La ingeniería y la tecnología son de vital importancia en la dirección de la reducción de la pobreza. El Ingeniero debe ser el autor de la construcción de capacidades de innovación y desarrollo tecnológico que le conduzca a desarrollar permanentemente nuevos productos, procesos y servicios para suplir las necesidades que el mercado demanda. En los procesos de innovación, participan diversos sectores, el sector empresarial debe ser protagónico directo en la actividad innovadora, pero también es importante el papel del sector universitario, ya que a través de la cooperación Universidad + Empresa, se revaloriza la interacción entre Ciencia, Tecnología y Producción.

## Algunas aplicaciones en la industria

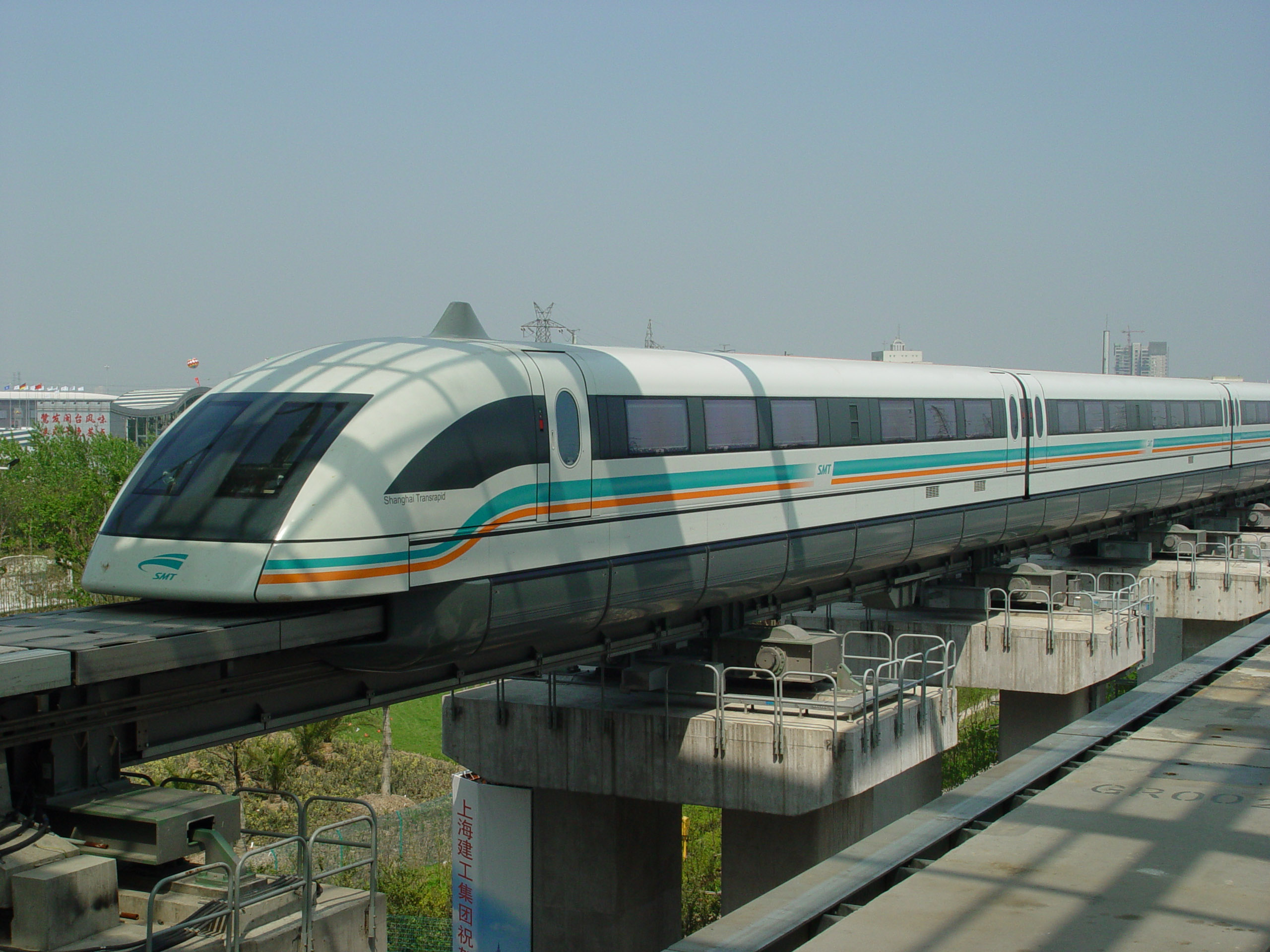
Tren de levitación magnética Maglev que une el centro de Shanghái con el aeropuerto.

Para la transmisión de energía se pueden diseñar cables fabricados de materiales superconductores que pueden tener una Corriente eléctrica mayor que los cables convencionales con un mínimo de pérdida.  
En algunos países se han desarrollado trenes de levitación magnética. Estos trenes son rápidos y cómodos comparados con los actuales sistemas de transporte masivo, y alcanzan velocidades muy altas, aunque hoy en día el costo energético es muy elevado.
Ingenieros enfocados a las áreas biológicas pueden utilizar las técnicas físicas para descifrar la estructura de las proteínas, información muy importante para entender los procesos biológicos y desarrollar nuevos medicamentos que permitirán tratar algunas enfermedades. 
El estudio de la turbulencia es un factor dominante que determina el funcionamiento de todos los sistemas de fluidos tanto de largos oleoductos, sistemas de inyección de carburantes y de los modelos para la predicción del tiempo global. Las mejoras tendrán rentabilidad en la reducción de pérdidas de energía en transporte, la mejora de la eficiencia de motores y profundizar la comprensión del comportamiento global del clima.

## Campo ocupacional

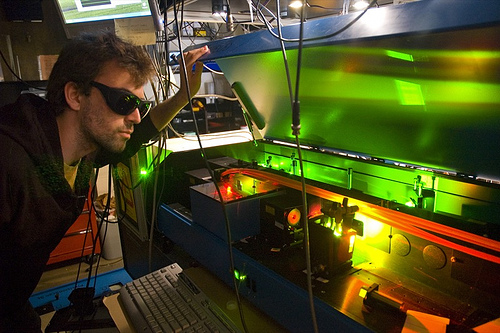
Estudiante de Ing. física estudiando un láser de colorante.

Algunas de las áreas en las que puede desempeñarse un Ingeniero físico:
| - Acústica. - Análisis de las propiedades físicas de los materiales. - Astrofísica y Cosmología. - Biofísica. - Biotecnología. - Computación cuántica. - Electrónica, electrónica digital, microelectrónica, optoelectrónica. - Física atómica y física molecular. - Física del medio ambiente. - Física médica. - Ingeniería industrial. - Ingeniería e instrumentación nuclear. - Instrumentación astronómica. - Instrumentación y automatización industrial. | - Mecánica. - Mecánica cuántica. - Medios granulares. - Metrología. - Modelos Físicos. - Nanotecnología. - Óptica y Fotónica. - Servicios de geofísica y prospección. - Simulación numérica. - Termodinámica. |